# 이연희 (종교인)
이연희(李連熙, 1804년 ~ 1839년 9월 3일)는 조선의 천주교 박해 때에 순교한 한국 천주교의 103위 성인 중에 한 사람이다. 세례명은 마리아(Maria)이다.

## 생애
이연희는 순교자 남명혁 다미아노의 부인이다. 그녀는 매우 강한 의지를 가진 매우 영리한 여성이었다. 그녀도 권희 바르바라와 마찬가지로 당시의 위험을 무릅쓰고 앵베르 주교와 선교사들을 기꺼이 받아들여 그들에게 숙식을 제공했다. 사람들이 그녀의 집에 모여들면, 그녀는 그들을 돌보며 가르쳤고 그들이 성사를 볼 수 있도록 도왔다. 그녀의 친절과 겸손은 주위의 모든 사람들을 기쁘게 하였다.
1839년에 그녀가 체포되었을 때, 그녀는 36세였다. 감옥에서 그녀는 형졸들에게 고문 받았다. 그녀가 그들의 무례함을 꾸짖자, 남편 남명혁은 그녀에게 천주교 신자는 순한 양처럼 죽어야 한다고 충고하였다. 그 후 그녀는 어떠한 학대나 잔혹 행위라도 불평없이 견뎠다.
그녀의 12살 된 아들이 다른 옥방에 갖혀 있었는데, 형졸들은 그를 고문하며 그녀가 아들의 비명을 들을 수 있도록 했다. 형졸들은 그녀에게 아이가 어떻게 고문 받는지를 말해주었다. 그녀는 행여나 아들이 고문에 굴복하여 자신의 신앙을 버릴까 염려하였지만, 모든 시련은 하느님의 가장 위대한 영광을 위한 것이라고 말하며 스스로를 안심시켰다. 그녀는 가혹한 형벌과 고문을 받으면서도 마음 속 깊은 곳에서부터 하느님을 사랑하며 자신이 원하는 것은 오직 천국 뿐이라고 증언하였다.
그녀는 1839년 9월 3일에 서소문 밖에서 다섯 명의 교우와 함께 참수 되었다. 그녀가 신앙을 위하여 목숨을 바쳤을 때 나이 36세였다.

## 시복 · 시성
이연희 마리아는 1925년 7월 5일에 성 베드로 광장에서 교황 비오 11세가 집전한 79위 시복식을 통해 복자 품에 올랐고, 1984년 5월 6일에 서울특별시 여의도에서 한국 천주교 창립 200주년을 기념하여 방한한 교황 요한 바오로 2세가 집전한 미사 중에 이뤄진 103위 시성식을 통해 성인 품에 올랐다.

## 참고 문헌
- (영어) Catholic Bishop's Conference Of Korea. 103 Martryr Saints: 이연희 마리아 Maria Yi Yon-hui 보관됨 2014-10-06 - 웨이백 머신